# Nikola Jovanović (homme politique)
Pour les articles homonymes, voir Nikola Jovanović et Jovanović.
Nikola Jovanović (en serbe cyrillique : Никола Јовановић ; né le 3 mars 1948) est un homme politique serbe. Il est membre du conseil du mouvement Ensemble pour la Šumadija (ZZŠ) et député à l'Assemblée nationale de la république de Serbie.

## Parcours
Lors des élections législatives serbes de 2012, le mouvement Ensemble pour la Šumadija participe à la coalition Régions unies de Serbie (URS) emmenée par Mlađan Dinkić, le président du parti G17 Plus,, ce qui vaut à Nikola Jovanović d'être élu député à l'Assemblée nationale de la république de Serbie.
À l'assemblée, il est inscrit au groupe parlementaire de l'URS et participe aux travaux de la Commission de la santé et de la famille.